# Mas Castell
Mas Castell – miejscowość w Hiszpanii, w Katalonii, w prowincji Girona, w comarce Gironès, w gminie Celrà.
Według danych INE w 2020 roku liczyła 7 mieszkańców – 5 mężczyzn i 2 kobiety.